# 美国电台联播网列表
美国电台联播网列表指的是有关美国商业广播机构与电台联播网列表。

## 广播台与广播网

### 全美主要英语商业电台及联播网
| 广播机构     | 电台联播网           | 电台联播网         |
| 广播机构     | 旗舰联播网           | 次要联播网         |
| ------------ | -------------------- | ------------------ |
| 艾心传媒     | NBC新闻电台          | 不適用             |
| 艾心传媒     | 首映电台网           | 拉什·林博秀        |
| 艾心传媒     | 首映电台网           | 福斯新闻电台       |
| 艾心传媒     | 首映电台网           | 福斯体育电台       |
| 艾心传媒     | 首映电台网           | 烈焰传媒           |
| 艾心传媒     | 完全交通与气象电台网 | 不適用             |
| 积云传媒     | 纳什调频             | 不適用             |
| 积云传媒     | 西木壹号             | 拨动全球本地电台网 |
| 积云传媒     | 西木壹号             | NBC体育电台        |
| 积云传媒     | 西木壹号             | 西木壹号新闻电台   |
| 城镇广场传媒 | 流行撞击广播网       | 不適用             |
| 企通         | CBS体育电台          | 不適用             |
| 企通         | 军刀冰球电台网       | 不適用             |
| 企通         | 纽约扬基电台网       | 不適用             |

## 非商业性广播
- 全国公共广播电台
- 本地之声1台（Native Voice 1）
- 国际公众电台
- 太平洋电台网
- 双语电台（英语：Radio Bilingüe）[a]
- 西北社区电台网（Northwest Community Radio Network）
- 美国公共传媒
- 世界广播网
- 公共广播交流机构
- 中心地区公共广播（英语：Heartland Public Radio）
- WFMT广播网（英语：WFMT）

### 联邦政府广播机构
| 电台网                 | 节目类型    | 覆盖听众           |
| ---------------------- | ----------- | ------------------ |
| 美军广播电台           | 资讯 / 娱乐 | 部署海外的美军成员 |
| NOAA气象广播           | 资讯        | 美国境内听众       |
| 自由亚洲电台           |             | 亚洲听众           |
| 自由欧洲电台／自由电台 |             | 东欧听众           |
| 马蒂电台               |             | 古巴听众           |
| 萨瓦电台               | 资讯 / 娱乐 | 中东听众           |
| 美国之音               | 资讯 / 娱乐 | 非美国的海外听众   |
| WWV电台网              | 资讯        | 美国及海外听众     |

### 州级公共电台网
| - 阿拉斯加州公共电台网 - 加利福尼亚州首府公共电台网 - 密歇根州CMU公共电台网 - 康涅狄格州公共电台网 - 南卡罗来纳州公共电台网 - 乔治亚州公共电台网 - 明尼苏达州公共电台网 | - 印第安纳州公共电台网 - 杰弗逊公共电台网 - 堪萨斯州公共电台网 - 缅因州公共电台网 - 明尼苏达州公共电台网 - 蒙大拿州公共电台网 - 新罕布什尔州公共电台网 | - 新泽西州公共电台网 - 北卡罗来纳州公共电台网 - 西北公共电台网 - 俄亥俄州公共电台网 - 俄勒冈州公共电台网 - 大草原公共电台网 - 南达科他州公共电台网 | - 犹他州公共电台网 - 佛蒙特州公共电台网 - 威斯康辛州公共电台网 - 西弗吉尼亚州公共电台网 - 怀俄明州公共电台网 - 黄石公共电台网 |

## 脚注
1. ↑  该电台主要采用西班牙语广播。
2. ↑  该电台网主要覆盖南俄勒冈州及北加利福尼亚州。
3. ↑  该电台网主要覆盖北达科他州。